# Рейкі
Рейкі (яп. 霊気) — псевдонаукова форма енергетичного зцілення, вид альтернативної медицини, розроблена в 1922 році японським буддистом Мікао Усуї. Практикуючі рейкі використовують техніку, яка називається «зцілення долонями» або «зцілення руками», за допомогою якої, на думку практиків, «енергія всесвіту» передається через долоні практикуючого до клієнта та сприяє емоційному або фізичному зціленню. В основі цієї техніки лежить енергія ці, яка, на думку практиків, є універсальною життєвою силою, хоча немає жодних емпіричних доказів існування такої сили.

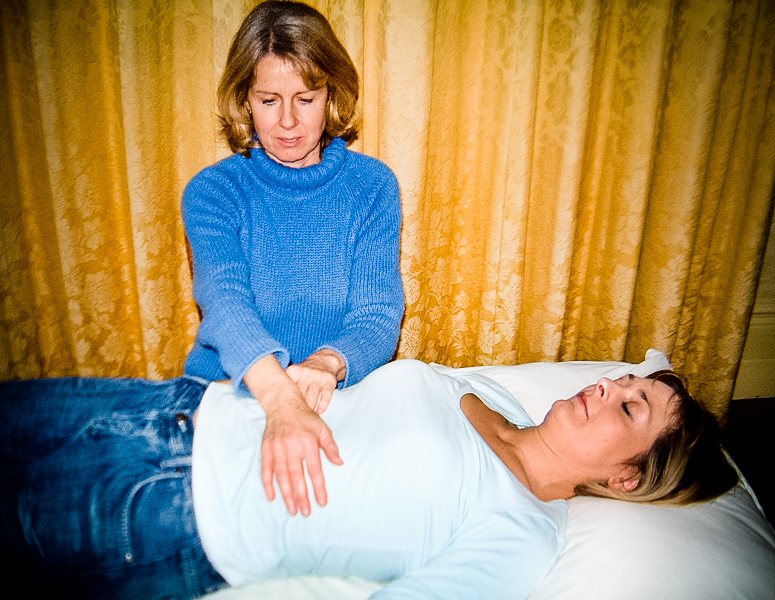
Рейкі в дії

Рейкі використовується як ілюстративний приклад псевдонауки в наукових текстах і статтях академічних журналів. Реклама рейкі описується як «шахрайське введення в оману», а сам метод — як «безглуздий» з рекомендацією американському урядовому агентству NCCAM припинити фінансування досліджень рейкі, тому що він «не має обґрунтованої цінності для здоров'я і не має належної наукової аргументації».
Клінічні дослідження не показують, що рейкі є ефективним методом лікування будь-яких захворювань, включаючи рак, діабетичну нейропатію, тривожність або депресію. Немає жодних доказів ефективності рейкі в порівнянні з плацебо. Дослідження, що повідомляють про позитивні ефекти, мають методологічні недоліки.

## Концептуальна основа
Вчення рейкі та його прихильники стверджують, що ці — це фізіологічна сила, якою можна маніпулювати для лікування хвороб або станів. Немає жодних доказів того, що ці існує як явище, яке можна спостерігати. Таким чином, рейкі класифікується як псевдонаукова практика, заснована на метафізичних, а не фізіологічних концепціях.
Більшість досліджень у галузі рейкі погано розроблені та схильні до упередженості. Не існує надійних емпіричних доказів того, що рейкі корисний для лікування будь-яких захворювань, хоча деякі лікарі стверджують, що він може сприяти поліпшенню загального самопочуття.
Епізод подкасту Skeptoid від 22 квітня 2014 року під назвою «Удавані енергетичні поля вашого тіла» розповідає історію рейкі-майстра про те, що відбувалося, коли вона проводила руками по тілу пацієнта:
|  | Те, що ми шукатимемо тут, в полі аури Джона, — це ділянки інтенсивного тепла, незвичного холоду, відштовхуючої енергії, щільної енергії, намагнічуючої енергії, відчуття поколювання, або, власне, тіло, що притягує руки до тієї ділянки, де йому потрібна енергія рейкі, і балансування чі Джона. Оригінальний текст (англ.) What we'll be looking for here, within John's auric field, is any areas of intense heat, unusual coldness, a repelling energy, a dense energy, a magnetizing energy, tingling sensations, or actually the body attracting the hands into that area where it needs the reiki energy, and balancing of John's qi. |

## Практика
Сеанс зазвичай триває близько години. Практик «1-го рівня» кладе руку або руки на різні частини тіла або поруч з ними на кілька хвилин. Протягом цього часу життєва енергія має перетікати від практикуючого в тіло клієнта. Практикуючі «2-го рівня» можуть пропонувати свої послуги на відстані, без контакту зі шкірою.
Практик рейкі, який викладає, відомий як «майстер рейкі». Не існує центрального органу, який би контролював використання слова «рейкі» або титулу «рейкі-майстер». Сертифікати можна придбати в Інтернеті менш ніж за 100 доларів. «Не рідкість», коли курс пропонує отримання статусу майстра рейкі за два вихідні.
У 2014 році газета Washington Post повідомила, що у відповідь на попит клієнтів щонайменше 60 лікарень у Сполучених Штатах пропонували рейкі за ціною від 40 до 300 доларів за сеанс. У 2019 році організація Cancer Research UK повідомила, що деякі онкологічні центри та госпіси у Великій Британії пропонують безплатні або недорогі рейкі-сенси для людей, хворих на рак. Вартість одного сеансу для лікування широко варіюється, але в репортажі CNBC було зафіксовано, як практикуючий бере 229 доларів за сеанс тривалістю 60—90 хвилин.